# Союз комуністів Словенії
Союз комуністів Словенії (словен. Zveza komunistov Slovenije, сербохорв. Савез комуниста Словеније, Savez komunista Slovenije) — комуністична партія Словенії. Правляча партія в СР Словенії у 1944-1990 роках, підпорядкована Союзу комуністів Югославії. 

## Заснування
27 членів люблянської секції Югославської соціал-демократичної партії на з'їзді 20-23 березня 1919 року заснували Словенську соціалістичну партію. Лідером був обраний Янко Петрич. У квітні партія як секція увійшла до складу Соціалістичної робочої партії (комуністів), заснованої в Белграді.

## Кінець
У січні 1990 року делегація СКС разом з делегацією СК Хорватії покинула 14 з'їзд Союзу комуністів Югославії. Тим самим СКС відокремився від партії.
У квітні 1990 року Союз комуністів Словенії змінив назву на Партія соціал-демократичних змін Словенії. У 1993 році партія отримала назву Об'єднаний список соціал-демократів, а з 2005 року партія називається Соціал-демократи Словенії (СДС).